# Fédération nationale antijuive

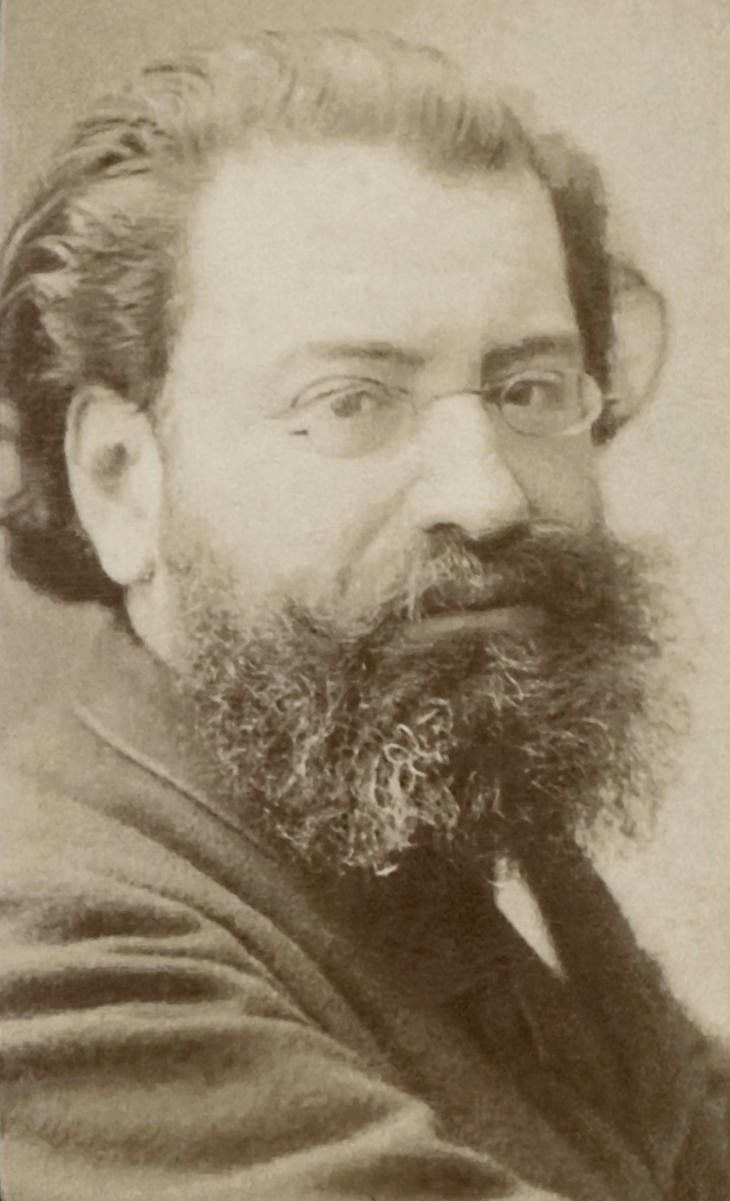
Edouard Drumont

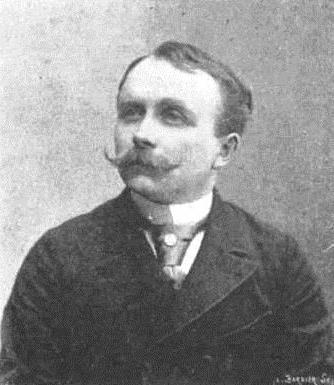
André Boisandré

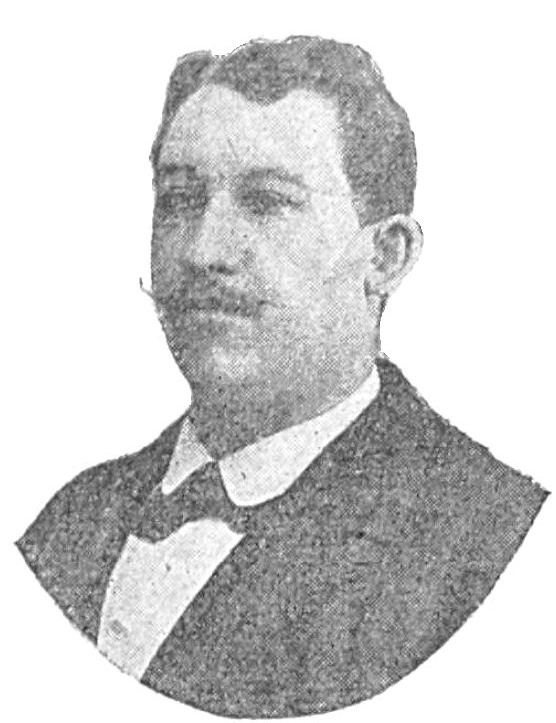
Charles Devos

Die Fédération nationale antijuive (Nationale Antijüdische Föderation) war eine rechtsextreme antisemitische Organisation in Frankreich, die 1903 in der Rechtsform eines Vereins nach dem Gesetz von 1901 gegründet wurde und die bis 1904 bestand. Sie wurde von Édouard Drumont geleitet.

## Geschichte

### Vorläufer
Der antisemitische Polemiker Édouard Drumont, der 1886 mit dem Pamphlet La France juive bekannt geworden war, hatte bereits Ende der 1880er Jahre versucht, eine politische Organisation zu gründen. Die 1889 gegründete Ligue nationale anti-sémitique de France hatte nur kurze Zeit Bestand und verschwand nach 1890 wieder. 1892 gründete Drumont die Zeitung La Libre Parole, die eine zentrale Rolle im Antisemitismus des ausgehenden 19. Jahrhunderts spielte. Als Jules Guérin 1897 beschloss, die Ligue wiederzubeleben (die er antifreimaurerisch in Gegnerschaft zum Grand Orient de France in Grand Occident de France umbenannte), verhielt sich Drumont trotz der ihm übertragenen Ehrenpräsidentschaft sehr zurückhaltend gegenüber der vermeintlichen Konkurrenz. Ebenso ließ Drumont, nachdem er die Jeunesse antisémitique (antisemitische Jugend) von Édouard Dubuc mehr oder weniger subventioniert hatte, diese Gruppe 1901 fallen, als diese sich in Parti national antijuif umbenannte.
Diese Partei konkurrierte mit dem Comité national antijuif (Nationales Antijüdisches Komitee), einem Wahlkomitee, das 1901 um das Team der Libre Parole für die Parlamentswahlen von 1902 gegründet worden war. Diese neue Struktur, die Geld für den Wahlkampf sammeln sollte, wollte der Konkurrenz der Ligue de la patrie française entgegentreten, erklärte aber gleichzeitig, „keine der Gruppierungen, deren Gesamtheit ... die nationalistische Partei bildet, behindern“ zu wollen. Das Comité national antijuif richtete seinen Sitz im Büro der Zeitung ein. Vorsitzender war Drumont, Sekretär der Journalist André de Boisandré und Schatzmeister Charles Devos.
Weitere Mitglieder des Komitees waren die Abgeordneten Charles Bernard, Firmin Faure und Joseph Lasies, die nationalistischen Pariser Stadträte Paul Baranton, Stéphane Jousselin und Gaston Méry sowie Albert Congy, Léon Daudet und Renaud d’Elissagaray.
Der Bonapartist Lasies zog sich bald aus der Partei zurück, da er Drumonts republikanische Haltung nicht billigte. Baranton, der als zu eng mit seinem Rivalen Guérin verbunden galt, wurde im Mai 1902 aus dem Komitee ausgeschlossen. Letztlich war die Kampagne ein Misserfolg: Drumont unterlag ebenso wie die meisten seiner Kandidaten und ehemaligen Kollegen aus der Groupe antijuif von 1898. Trotz dieses Misserfolgs wurde das Komitee 1903 in Form eines Vereins, ähnlich den ersten politischen Parteien, wiederbelebt.

### Fédération nationale antijuive
Die Fédération nationale antijuive wurde am 20. März 1903 bei der Pariser Polizeipräfektur mit dem Ziel gegründet, die „moralischen, wirtschaftlichen, industriellen und kommerziellen Interessen des Landes zu verteidigen“. In den Statuten, die wörtlich die der Ligue von 1889 wiedergaben, hieß es, dass die Vereinigung, von der die Juden ausgeschlossen waren, die „schädlichen Einflüsse der jüdischen Finanzoligarchie“ bekämpfen soll. Ihr Motto „La France aux Français !“ (Frankreich den Franzosen!) war nichts anderes als der Untertitel von La Libre Parole. Das Exekutivkomitee glich das Ausscheiden von Lasies, Baranton und Congy aus, indem es den Abgeordneten Edmond Archdeacon, den Stadtrat Gabriel Bertrou und den jungen Journalisten Flavien Brenier, den Vorsitzenden der Fédération nationiste normande, aufnahm.
Lokale Komitees der Vereinigung wurden in der Normandie sowie in Bayonne, Sèvres, Lille und Bordeaux organisiert. Auch Frauen wurden aufgefordert, sich der Bewegung anzuschließen. Um die Präsenz der Liga auf der Straße zu gewährleisten, wurde Gaston Méry mit der Organisation einer Jugendbewegung beauftragt, der Jeunesse d’action antijuive (Antijüdische Aktionsjugend, auch Volontaires de la liberté (Freiwillige für die Freiheit) genannt). Die Féderation führte mehrere Konferenzen durch, bei denen es zum Teil auch zu Ausschreitungen kam, da die Antisemiten von Widersachern angegriffen wurden.
Anfang Dezember wurde die Fédération nationale antijuive in einem antidreyfusardischen Manifest, in dem gegen den „Justizputsch, der sich im Schatten vorbereitet“ (d. h. die Kassation von Alfred Dreyfus’ Verurteilung) protestiert wurde, mit der Ligue des patriotes, der Patrie française und einer Parti socialiste français in Verbindung gebracht, bei der es sich wahrscheinlich nicht um die Parti socialiste français des Dreyfusarden Jaurès, sondern eher um die antisemitische, rochefortistisch orientierte Parti républicain socialiste français handelte. Nach dieser letzten Stellungnahme schien die Fédération, deren Exekutivkomitee nur etwa fünfzehn Mal zusammentrat, ab 1904 nicht mehr sehr aktiv zu sein, wie die meisten nationalistischen Gruppierungen.